# 徳島保健所
徳島保健所（とくしまほけんじょ）は、地域保健法に基づき徳島県が徳島市新蔵町3丁目に設置している保健所である。
徳島県立保健製薬環境センター、徳島県精神保健福祉センターと同じ庁舎である。

## 組織
- 医療企画担当[1]
- 食品衛生担当
- 環境試験検査担当
- 健康増進担当
- 疾病対策担当

## 利用情報
- 利用時間：8:30〜18:15[2]
- 休館日：土曜日・日曜日・祝祭日・年末年始
- 利用対象：徳島市・鳴門市・小松島市・名東郡・勝浦郡・名西郡・板野郡
- 駐車場：駐車可能台数30台

## 交通
- JR徳島駅より徳島バス・徳島市営バス・小松島市営バス「新蔵町」（城東高校前）停留所下車、徒歩約3分。